# 조소카베 모토치카
조소카베 모토치카(일본어: 長宗我部 元親 ちょうそかべ もとちか[*], 덴분 8년(1539년) ~ 게이초 4년(1599년 5월 19일))는 도사의 센고쿠 다이묘다. 조소카베씨 제20대 당주.
전성기에는 시코쿠의 대부분을 지배할 정도로 세력을 확장했다. 1586년 도요토미 히데요시의 침공을 받고 항복, 이후에도 도사의 영유권을 인정받았다. 임진왜란과 정유재란에도 참전했다.

## 가독 승계
모토치카는 1539년(덴분 8년), 조소카베 가문의 제 19대 당주인 조소카베 구니치카(長宗我部國親)와 그의 정실 미노(美濃) 사이토씨(斎藤氏)의 장남으로 오코성(岡豊城)에서 태어났다. 휘의 원(元)은 간레이(管領) 호소카와 하루모토에게서 받은 것이다.
1560년 5월 아버지를 따라 모토야마씨와의 전쟁에 종군, 나가하마 전투(長浜の戦)에서는 최초의 출전이었음에도 불구하고 분전하여 그때까지의 나약하다는 인상을 단번에 떨쳐버렸다. 그 해 6월에 구니치카가 급사하자 가독을 승계하였다. 1562년에는 나카무라 고쇼(中村御所)의 이치조씨(一条氏)와 함께 아사쿠라성(朝倉城)을 공격했다. 1563년에는 이시타니 미쓰마사(石谷光政)의 딸을 정실로 맞이했고 이로 인해 사이토 도시미쓰의 매제가 되었다. 같은 해에는 자신의 큰 동생 지카사다(親貞)로 하여금 기라씨(吉良氏)의 뒤를 잇게 하여 세력을 넓혔다. 한편으로는 고소카베씨(香宗我部氏)에 양자로 들어가 있던 둘째 동생 지카야스(親泰)의 영지에 인접한 도사 동부의 아키 구니토라(安芸国虎)와도 충돌했다.

## 도사 통일
1567년, 고노씨가 모리씨와 연합해 이치조 가네사다(一条兼定)를 공격해 승리하자 세력이 무척 약화된 이치조 씨로부터의 독립을 가속화했다. 1568년에는 모토야마 씨를, 이듬해에는 아키씨를 멸망시키고 서부를 제외한 도사 전역을 장악했다. 이어서 1571년에는 이치조 가의 가신인 쓰노씨(津野氏)를 멸하고 자신의 삼남인 지카타다(親忠)로 하여금 쓰노 씨를 잇도록 하였으며 1574년에는 이미 전년에 압력을 행사해 당주의 자리에서 물러나게 한 이치조 가네사다를 추방하고, 그의 후계자인 이치조 다다마사(一条內政)와 자신의 딸을 결혼시켰다. 오토모씨의 도움을 받아 재기를 시도하는 이치조 가네사다에 의해 한때 고전했으나 결국 와다리카와 강 전투(渡川の戦)에서 승리하고 도사 내에서의 패권을 공고히 했다.

## 시코쿠 통일
도사를 통일한 모토치카는 중앙 정계의 실력자가 된 오다 노부나가와 동맹을 맺고 시코쿠 전역으로 세력을 넓히기 시작했다. 목표가 된 아와(阿波)와 사누키(讃岐)는 노부나가 이전에 기나이와 긴키에서 세력을 떨치던 미요시씨가 시코쿠 동부에 둔 기반이었다. 노부나가와 손잡고 협공해도 만만치 않아 미요시씨와 그 잔당의 힘이 시코쿠에서 현저히 쇠퇴할 때까지는 십여 년이 걸렸다. 사누키 제압의 일환으로 1578년에는 둘째 아들 지카카즈(親和)를 사누키의 유력 호족 가가와(香川) 가문의 양자로 보내었고 1580년까지 이 두 지방의 대부분을 손에 넣었다. 한편 시코쿠 서부에서는 오카모토성(岡本城)을 공격하던 히사타케 지카노부(久武親信)가 전사하면서 이요(伊予) 지방 공략은 뜻대로 진행되지 않았다.
1580년 오다 노부나가는 모토치카에게 도사 및 아와의 영유권만을 인정하며 신종을 요구했다. 모토치카는 이를 거절했고 노부나가와는 적대 관계로 바뀌었다. 노부나가는 미요시씨의 잔당인 소고 나가야스(十河存保)가 모토치카에게 대항하는 것을 지원하는 한편 1582년에는 간베 노부타카를 총대장으로 하여 시코쿠 정벌군을 일으키려 하였으나 혼노지의 변으로 인해 실행에 옮겨지지 않았다. 원래 노부나가 측에서 조소카베가와의 외교를 담당하고 있던 자는 아케치 미쓰히데인데 모토치카의 측실이 미쓰히데의 조카이고 처형인 사이토 도시미쓰가 미쓰히데의 일족인 탓도 있었다. 인척인 조소카베가와 노부나가의 관계가 크게 악화된 것과 이후 시코쿠에 비교적 가까운 기나이와 야마토에서의 퇴거를 명령받은 것이 미쓰히데가 반란을 일으키는 한 원인이 되었다고도 한다. 뜻하지 않았던 이변으로 오다가의 세력이 분열된 틈을 타 모토치카는 소고 나가야스의 세력을 시코쿠에서 완전히 몰아내었다. 노부나가 사후 모토치카는 시바타 가쓰이에를 지원했지만 가쓰이에는 1583년 하시바 히데요시에게 패하여 자결했다. 그 후에도 그는 오다 노부카쓰·도쿠가와 이에야스와 손잡고 히데요시에 대항, 1584년에는 히데요시가 보낸 센고쿠 히데히사를 격파했다. 1585년에는 사이온지 씨(西園寺氏)와 고노 씨를 굴복시켜 이요마저 제압해 시코쿠의 통일을 이루어냈다.

## 하시바군의 시코쿠 정벌
이 무렵 오다 노부카쓰와 도쿠가와 이에야스는 하시바 히데요시와 화친하여, 모토치카는 타세력의 지원이 없이 하시바 히데나가(羽柴秀長)가 총지휘하는 시코쿠 정벌군 12만 명에 대항하게 되었다. 히데요시는 이미 모리 데루모토까지 아군으로 끌어들인 상황이었으므로 시코쿠를 제패한 모토치카가 대항하기에는 벅찬 상대였다. 이때 히데요시는 이전의 노부나가처럼 모토치카가 도사, 아와를 영유하는 것은 인정하지만 나머지 영토는 포기하라고 요구했는데 모토치카는 이요를 포기하는 것에만 동의했기 때문에 대결이 불가피하게 되었다. 전쟁이 시작되자 하시바 히데나가·히데쓰구는 아와로 본대를 이끌고 진입하고 고바야카와 다카카게·깃카와 모토나가(吉川元長)는 모리 군을 이끌고 이요에, 우키타 히데이에의 군세는 사누키에 각각 상륙해 세 방향에서 동시에 시코쿠의 성들을 차례로 함락시켜 갔다. 승산이 없음을 깨달은 조소카베 모토치카는 7월 25일 결국 항복했고 도사 일국의 영유를 인정받았다. 시코쿠 정벌의 성공 후 하시바 히데요시는 도요토미성을 하사받고 12월에는 태정대신(太政大臣)의 직책까지 겸하게 되었다.

## 도요토미 정권 아래에서
1586년, 시마즈씨의 압박을 견디기 힘들게 된 오토모 씨가 도요토미 히데요시에게 구원을 요청한 것이 발단이 되어 히데요시는 규슈 정벌군을 일으켰다. 조소카베 모토치카는 장남 노부치카(信親)와 함께 규슈 정벌에 종군하게 되었는데, 주장은 센고쿠 히데히사였고, 얼마 전까지 적대했던 소고 나가야스 등과도 이번에는 같은 편에 서서 싸우게 되었다. 센고쿠 히데히사는 시마즈 군을 얕보아 위장 후퇴를 하는 적군을 곧바로 추격하도록 했고 추격에 나섰던 병력은 큰 피해를 입었다(헤쓰기가와 전투). 이때 소고 나가야스와 조소카베 노부치카 역시 전사했다.
1588년 거점을 오다카사카성(大高坂城)으로 옮겼다. 노부치카의 죽음으로 인해 새 후계자를 지명할 필요가 생겼고 모토치카는 뜻에 어긋나는 의견을 낸 친족들을 할복시키면서까지 다른 가문의 양자로 들어간 차남 지카카즈와 삼남 지카타다를 제쳐두고 4남인 모리치카를 후계자로 정했다. 여기에 대단히 낙심한 치카카즈는 얼마 안 가 사망했다.
1590년 오다와라 정벌에도 종군하고 같은 해 말에는 본거지를 우라도성(浦戸城)으로 이전했다.
1592년 시작된 임진왜란에는 3천 명을, 정유재란에는 만 3천 명의 병력을 이끌고 참전했다.
1596년 스페인 선박인 산 펠리페(San Felipe) 호가 태풍을 만나 파손되어 그의 영지에서 수리를 받게 되었는데, 이때 스페인의 식민 제국 건설에 있어서 선교사들이 무시 못할 영향을 주었다는 것을 알게 된 도요토미 히데요시는 기독교 금지를 한층 더 강화했다.
1597년 3월에는 조소카베 백조목이란 법령을 반포했다.
1598년 히데요시가 죽자 조선에서 철수하였고, 후에 도쿠가와 이에야스의 동의를 얻어 삼남 치카타다를 유폐시켰다.
1599년 4월 모리치카와 함께 상경하면서 도요토미 히데요리를 알현한 후, 후시미성에 머물며 치료를 받았지만 병은 호전되지 않았고 5월 19일 모토치카는 향년 61세로 숨을 거두었다.

## 인물·일화
헤쓰기가와 전투에서 모토치카의 후계자로써 기대를 걸고 있던 장남 노부치카가 전사하자 모토치카는 자신도 따라 죽으려 하였으나 하인의 만류로 마음을 다잡았다. 도요토미 히데요시가 이런 모토치카를 위로하기 위해 오스미국을 그에게 주겠다고 하였으나 모토치카는 사양했다. 이후 모토치카는 영웅으로써의 패기를 잃고 가독 상속을 막내아들인 모리치카에게 넘겨주는 것을 강행하였으며, 이를 반대하는 가신들은 그 일족을 멸해버리기도 하는 등, 노부치카 사후의 모토치카는 히사타케 지카나오(久武親直)의 참언을 듣고 더욱 고집스러운 성격으로 변해갔고, 그 이전의 도량을 잃었다고 한다.
『도사 이야기』(土佐物語) 등의 신빙성은 접어두고、노부치카의 죽음으로 변모하기 이전의 모토치카에게는 가신의 간언이나 의견을 귀기울이는 도량이 있었다. 아와의 쇼즈이성(勝瑞城) 공략 당시는 상급 가신의 의견부터 하급 이치료구조쿠의 의견까지 두루 받아들였다고 한다. 또한 정이 많아서 매서(妹婿)인 나미카와 기요무네(波川清宗)가 모토치카에게 모반을 일으켰다가 잡혀 처형되었을 때 동생인 지로효에(次郎兵衛)나 고로다이후(五郎大夫)는 살려주었다고 한다. 다만 두 사람은 이후 형의 복수를 위해 오코에서 도망쳤고, 가신은 두 사람을 쫓아가 죽여야 한다고 주장했지만 모토치카는 허락하지 않았다고 한다.
아와 하쿠치성(白地城)의 성주 오니시 가쿠요(大西覚養)가 미요시씨에게 돌아섰을 때에도 인질로 삼았던 조카 가즈사노스케(上野介)를 죽이지 않고 우대하였다거나 미요시 야스나가(三好康長)의 아들 야스토시(康俊)가 아버지의 꾐에 넘어가 모토치카를 등졌을 때도 인질로 오코에 있던 야스토시의 아들을 죽이지 않고 정중하게 돌려보내서 야스나가가 이를 감사하였다고 한다 하지만 노부치카가 죽은 뒤에는 이러한 성격이 변해서 이들 두 사람의 친족 외에 다카오카 군(高岡郡)의 니이다 5인중(仁井田5人衆)의 한 사람이었던 시바 간스케(志和勘助)가 사자로써 아와의 하치스카 이에마사(蜂須賀家政)와 회견할 때 이에마사는 간스케의 인물이 마음에 들어서 그를 부르려 하였는데 간스케는 모토치카에 대한 충의를 이유로 거절하였다. 그러나 이를 몰래 듣게 된 모토치카는 해명도 듣지 않고, 그가 자신에게 등을 돌렸다며 간스케와 그 일족을 쳐서 죽이고 말았다.
『모토치카기』(元親記)에는 「율의제일」(律儀第一), 「정중하고 예의바른 사람」(慇懃の人) 등으로 평가하며 그 밖의 군기물(軍記物)에서도 무용이 뛰어나고 인자한 명군으로 평가하고 있다. 다만 아와(阿波, 도쿠시마 현)의 호소카와 씨(細川氏)의 사서인 『細川三好君臣阿波軍記』(細川三好君臣阿波軍記)에는 불인불의(不仁不義)한 악인으로 평가되고 있다.

### 가독 상속 이전
어린 시절에는 희고 창백한 얼굴에 장신이었다. 내성적이고 조용한 성격으로 인해 사람을 만나면 인사도 제대로 하지 못했고, 그를 얕보는 사람들은 모토치카를 '어린 아가씨'(姫若子)라고 불렀다. 때문에 아버지 구니치카가 이를 걱정하였다고 한다.
첫 출진 전에는 창을 쓰는 법을 몰랐다. 나가하마 전투 전에 가신인 진젠지 분고(秦泉寺豊後)로부터 창술의 기본과 대장의 행동이라는 것에 대해 배운 후 실전에서도 바로 배운 것을 응용했다고 한다. 진젠지 분고는 「창은 적의 눈과 코를 찌르는 듯이, 대장은 앞으로 달려나가지도 않고 겁을 내지도 말아야 하는 겁니다」(槍は敵の目と鼻を突くようにし、大将は先に駆けず臆さずにいるもの)라고 대답했다고 한다.(《모토치카기》元親記). 나가하마 전투에서부터 명성을 날리기 시작한 이후로는 별명이 귀신 같은 아이(鬼若子)로 바뀌었다.
이치조씨(一条氏)를 가신으로 섬기던 시절에 지샤부교(寺社奉行)를 지냈던 연고가 있어서 지샤(寺社) 부흥에 적극적이었고, 시코쿠 통일을 눈앞에 두고도 사누키의 사원을 다시 일으키는 등 지극정성으로 승려들을 보호하였다. 다니 다다즈미(谷忠澄)나 히유(非有) 등 신관이나 승려 출신으로 가신에 발탁되는 경우도 많았으며, 특히 히유는 모토치카의 신뢰를 얻어서 출두인(出頭人)으로써 령국(領国) 지배에 광범위한 권한을 행사하였다.

### 시코쿠 제압 당시
도사 1국을 통일한 다이묘로 성장한 뒤에는 도사의 출중한 인물(土佐の出来)이라 불렸다.
도사를 통일한 뒤인 덴쇼 5년(1577년) 아와의 운헨지(雲辺寺)를 찾아 주지 준소보(俊崇坊)에게 자신의 시코쿠 통일이라는 꿈을 이야기했는데, 주지는 「찻주전자 뚜껑으로 물독을 덮으려 하는 구나」라고 대답했고, 모토치카는 「내가 가진 뚜껑은 모토치카라는 명공이 만든 뚜껑이다. 머지않아 시코쿠 전체를 덮을 뚜껑이 될 것이다」라고 대답했다고 한다.
도사 통일을 달성한 해에 37세의 젊은 나이로 모토치카는 스스로「운케이 요잔」(雪蹊恕三, 雪渓如三)이라는 법호를 칭하였다. 「雪蹊」이란 덕이 있는 사람들에게는 많은 사람들이 자연스럽게 따른다는 것이고, 「恕三」에는 넓고 큰 마음으로 일을 대처하면 그 앞길에 만물이 생긴다는 뜻이 담겨있다고 한다.
조소카베 가신들은 「어떤 이유에서 시코쿠의 패자가 되기를 바라시는 겁니까?」라고 질문했었는데, 모토치카는 이에 「가신들에게 충분한 은상을 주고 가족의 안전을 도모하려면 도사 1국만으로는 충분하지 않기 때문이지」(家臣に十分な恩賞を与え、家族が安全に暮らしていくには土佐だけでは不十分だから)라고 대답했다고 한다. 《도사 이야기》(土佐物語)에는 「나의 여러 무사들에게 상록을 마음대로 행하고 처자를 안온하게 부양하고 지키게 하려고 사방을 향해 군사를 보냈다」(我れ諸士に、賞禄を心の儘に行ひ、妻子をも安穏に扶持させんと思ひ、四方に発向して軍慮を廻らし)라고 모토치카가 술회하였다고 되어 있다.
사누키의 하유카(羽床) ・ 와시야마(鷲山)에서 적지에서 병량을 조달하느라 때 성 부근의 보리를 전부 베어내고는 주변에 사는 영민들이 안됐다고 생각해 반은 그들에게 남겨 주었다. 영민들은 이 조치에 대해 감사해 했다.

### 도요토미 정권 치하에서
한 번은 도요토미 히데요시가 각지의 다이묘들을 초청해 뱃놀이 연회를 열었다. 히데요시는 다이묘들에게 당시 일본에는 생소하던 만두를 내어 오게 했는데 다른 다이묘과는 달리 모토치카는 만두를 조금만 떼어먹은 후 나머지는 남겨 두었다. 히데요시가 "조소카베 공은 그 만두를 어쩌실 생각이신가?"하고 묻자 모토치카는 "이것은 태합 전하께 받은 만두이니 돌아가서 아랫사람들에게도 나누어 주려고 합니다."라고 대답했다. 이 말이 마음에 든 히데요시는 모토치카에게 준비해 두었던 만두를 전부 주었다고 한다.
임진왜란 당시, 조선의 사천성에서 가키미 가즈나오(垣見一直)에게 사격시 조총의 높낮이가 어떠해야 하는지를 지도했다는 기록이 남아 있다.

### 그밖의 일화
도사 영내에는 금주령이 내려져 있었는데 모토치카 스스로는 술을 때때로 들여왔다. 하쿠토메 노리시게(福留儀重)의 간언을 듣고는 스스로도 금주령을 어기지 않게 되었다.

### 같은 시대 사람들의 평가
《도사 이야기》에 따르면 오다 노부나가는 조소카베 모토치카를 대단히 높이 평가하진 않은 듯한데, 시코쿠에서 세력을 크게 확장한 모토치카를 관용구로써 '새없는 마을의 박쥐(鳥無き里の蝙蝠)'(그의 거주지에 이렇다할 강적이 없었기에 세력을 그만큼 키울 수 있었을 뿐이라는 뜻)라고 평했다고 한다. 다만 《도사 이야기》는 센고쿠 당대의 자료가 아니라 18세기에 성립된 것으로 오니나 구렁이 등도 등장하는 본서의 사실성은 낮다고 평가받고 있으며 이 발언의 신빙성도 확실하지 않다.
에도 시대의 《고요군칸》(甲陽軍鑑)에는 도쿠가와 이에야스 · 이이 나오마사와 더불어 이름 높은 무장(名高キ武士)으로 언급되고 있다.

## 묘소

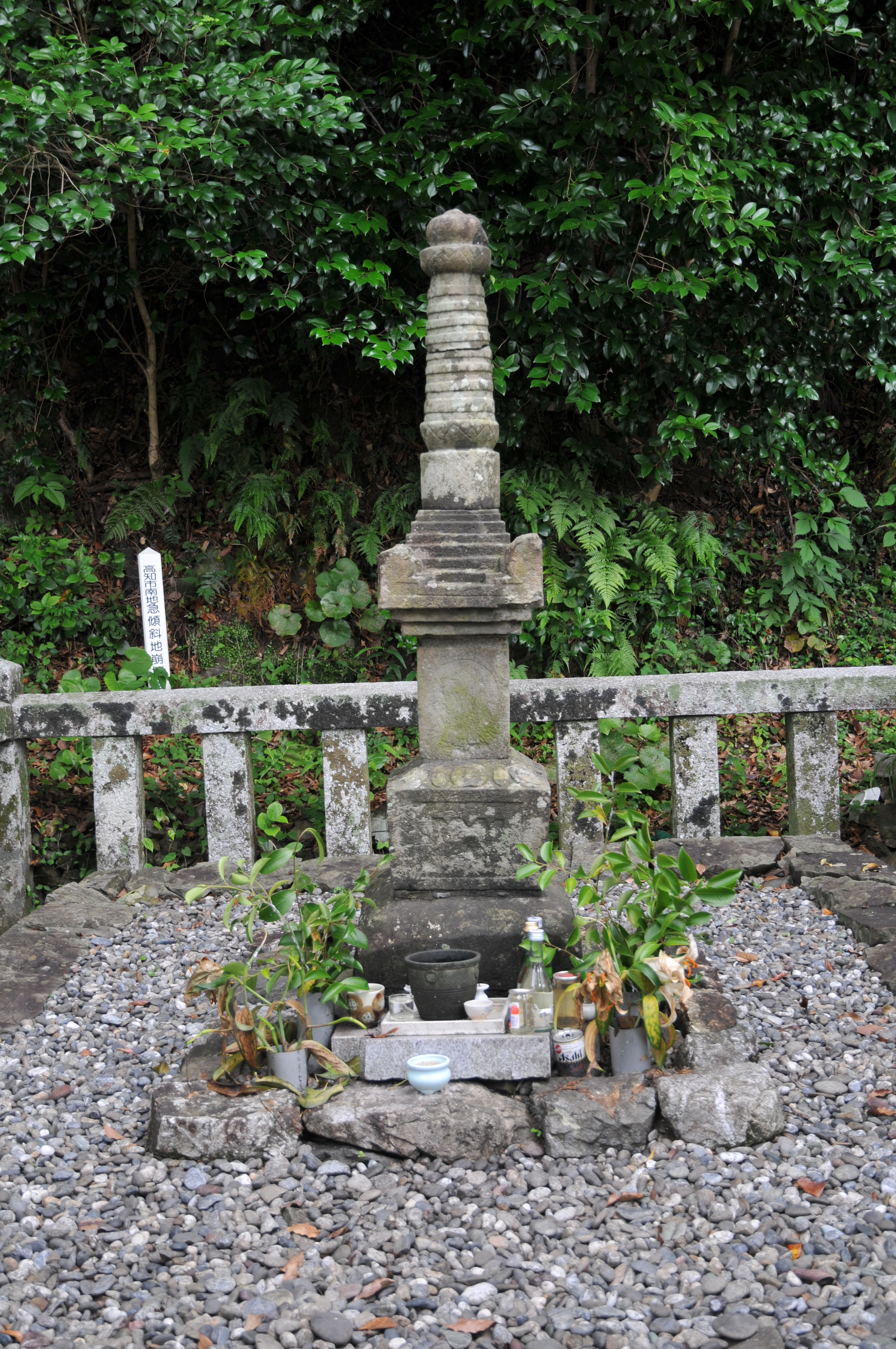
조소카베 모토치카의 무덤 (고치시)

조소카베 모토치카의 무덤은 시코쿠 고치 현(高知県) 고치시(高知市)에 전해지고 있는데, 경사가 급하고 험준한 언덕의 경사면에 위치한 데다 주변 산림의 손질이 잘 되지 않아 붕괴 위기에 처했다.
모토치카 서거 400주년을 기념해 1999년 「조소카베 모토치카 첫 출진 동상」(長宗我部元親初陣の像)이 고치 시 나가하마(長浜)의 와카미야 하치만구(若宮八幡宮)에 세워졌다. 대좌를 포함해 약 7m、창의 길이는 5.7m이다.
또한 게임 센고쿠 대전(戦国大戦)이나 센고쿠에후다유우기 - 두견새- 난(戦国絵札遊戯 不如帰 -HOTOTOGISU- 乱) 등의 제작에 참여한 일러스트레이터가 그린 이미지화를 바탕으로 한 모토치카의 동상을 고치 현립역사민속자료관(난고쿠 시 오카토요 정)에 건립하게 되었고, 2015년 5월 3일에는 제막식이 이루어졌다.

## 관련 자료

### 사료
- 『도사 이야기』(土佐物語) - 저자 불명으로 에도 시대인 호에이(宝永) 5년(1708년)부터 교호(享保) 3년(1718년)에 걸쳐 요시다 다카요(吉田孝世)가 편찬 저술하였다.
- 『시코쿠 군기』(四国軍記) - 저자 불명으로 에도 시대인 겐로쿠(元禄) 연간에 오바타 구니키(小畑邦器)가 개정하였다.
- 『도사 국 편년기사략』(土佐国編年紀事略) - 고카(弘化) 연간에 유학자 다니 가게이(谷景井)에 의해서 출판되었다는 설이 있다.
- 『이시타니 가 문서』(石谷家文書) - 2013년에 하야시바라 미술관(林原美術館) 소장품 가운데서 발견되었으며 모토치카 관련 문서가 포함되어 있음이 이듬해 발표되었다.
- 『남해치란기』(南海治乱記) - 에도 시대의 병법가로 사누키 출신이었던 고자이 시게스케(香西成資)에 의해서 기록된 미요시 씨 등 시코쿠의 센고쿠 다이묘들의 흥망을 다룬 군기물어.

### 참고 문헌
- 山本大『長宗我部元親』（1987年、吉川弘文館）　ISBN 4-642-05103-1[쪽 번호 필요]
- 山本大編『長宗我部元親のすべて』（1989年、新人物往来社）　ISBN 4-404-01624-7[쪽 번호 필요]
- 『歴史群像シリーズ29 長宗我部元親』（1992年、学研）　共通雑誌コード 1069610311202[쪽 번호 필요]
- 吉田孝世著・岩原信守校注『土佐物語』（1997年、明石書店）　ISBN 4-7503-0941-9[쪽 번호 필요]
- 泉淳『元親記』（勉誠出版日本合戦騒動叢書）　ISBN 4-585-05106-6[쪽 번호 필요]

### 내용주
1. ↑  『무가사기』(武家事紀)에는 히데요시는 센고쿠의 독단으로 노부치카가 전사했으니만큼 모토치카에 대해 이 점을 굉장히 미안해했다고 한다(山本 1987, pp. 143-144).
2. ↑  『도사 이야기』에 따르면 모토치카 자신이 나서서 「모두를 잃는 것은 아쉬운 일이다」(あたら者共を失わんことの惜しさよ)라고 하였다고 한다.
3. ↑  이때 야스나가는 도사를 향해서 「이런 인한 사람을 적으로 돌리는 것이야말로 어리석은 것. 이와 같은 후한 은혜는 일곱 번을 다시 태어나더라도 잊을 수 없다」(斯る仁者に敵せし事こそ愚なれ。此の厚恩七生迄も忘るべからず)라며 눈물을 흘리면서 손을 모아 절을 올렸다고 한다.
4. ↑  『모토치카기』에는 「실로 모토치카야말로 율의제일(律儀第一)의 인간으로 윗사람이나 머리를 땅에 숙이고 정중하게 섬길 것이나 지금은 뜻하지 않게 생각대로 하고 있다」(誠に元親事、律儀第一の人にて、御上使御横目衆とあれば、頭を地に付け慇懃に仕られ候が、此時は以ての外なる存分にて有りし也)라고 적고 있다.
5. ↑  이 사료에서는 「모토치카는 불인불의한 대장으로 여러 군세 가운데 이름난 영웅들이 함께 힘을 쏟아서 전쟁터에서 분골한 자에게도 은상 하나 베풀지 않고 오히려 인질로 잡은 여러 장군의 아이를 꿰어 죽이며 즐길 정도로 악역한 자이기에, 각자 차례대로 이반하였고 처형한 처자들도 축복받지 못하고, 이 사람만큼 악랄한 사람도 없다」(元親は不仁不義の大将にて、諸軍勢の内、名も聞えたる英雄共与力して、戦場に粉骨したる者にも恩賞の沙汰もなく、却て質に取たる諸将の子供を串ざしにして楽しむほどの悪逆故、各々離れ離れに見捨、討死したる妻子供をも恵む事もなく、此人の果こそ思ひやられたれと悪まぬ人ぞなかりけり)라고 적고 있다(山本 1987, p. 245).